# Classe Vishnaya
Le unità appartenenti alla classe Vishnaya (progetto 864 secondo la classificazione russa) sono navi di grandi dimensioni, progettate per svolgere missioni ELINT.
La classificazione russa, probabilmente, è Bol'shoy Razvedyatel'niye Korabl' (BRK: grande nave da intelligence).

## Tecnica
Si tratta di unità di grandi dimensioni, identificate con la sigla SSV, tipica delle navi per comunicazioni e di intelligence russe. Queste unità sono molto ben equipaggiate per svolgere missioni ELINT.
Infatti, oltre a diverse antenne per intercettazione di tipo Pamyat montate sullo scafo, sono equipaggiate anche con un'antenna subacquea, che le mette in grado, probabilmente, anche di individuare bersagli sottomarini.
Le classe Vishnaya, inoltre, hanno installato a bordo anche un armamento antiaereo leggero, composto da missili a corto raggio SA-N-8 (due impianti) e da due mitragliere antiaeree da 30 mm.

## Il servizio
Tutte le unità della classe Vishnaya sono state costruite presso i cantieri polacchi di Danzica, nella seconda metà degli anni ottanta. Attualmente, ne risultano in servizio sette.
Flotta del Nord: 159ª Brigata Navale ELINT
- SSV 169 Tavriya: entrata in servizio nel 1986.
- Viktor Leonov: entrata in servizio nel 1988 con il nome di SSV 175 Odograf. Proviene dalla Flotta del Mar Nero. La revisione è prevista nel 2007.

Flotta del Pacifico: 38ª Brigata Navale ELINT
- SSV 208 Kurily: entrata in servizio nel 1986.
- SSV 535 Karelia: entrata in servizio nel 1986.

Flotta del Mar Nero:
- SSV 201 Priazov'ye: entrata in servizio nel 1987, ne è prevista la revisione nel 2007.

Flotta del Baltico: 72ª Divisione Navale ELINT
- SSV 231 Vasiliy Nikitich Tatishchev: entrata in servizio nel 1989 con il nome di Pelengator.
- SSV 520 Meridian: entrata in servizio nel 1985.